# Kieche
Kieche este o comună rurală din departamentul Dogondoutchi, regiunea Dosso, Niger, cu o populație de 40.578 de locuitori (2001).